# 14 (nombre)
Cet article concerne le nombre 14. Pour l'année, voir 14 et -14.
Le nombre 14 (quatorze) est l'entier naturel qui suit 13 et qui précède 15.

## Mathématiques

### Propriétés intrinsèques
Le nombre 14 est :
- le nombre semi-premier 2 × 7.
- le plus petit nombre nontotient pair, c'est-à-dire le plus petit entier pair strictement positif n'appartenant pas à l'image de l'indicatrice d'Euler.
- un nombre de Pell compagnon.
- la somme des trois premiers nombres carrés, ce qui fait de lui le 3e nombre pyramidal carré[1].
- le 4e nombre de Catalan[1].
- le 6e nombre brésilien car 14 = 226.
- la somme des quatre premiers carrés parfaits (02 + 12 + 22 + 32).
- la somme des trois premières puissances de 2 d'exposant non nul (21 + 22 + 23 = 14).
- la différence des factorielles des cinq premiers entiers (4! – 3! – 2! – 1! – 0! = 24 – 6 – 2 – 1 – 1 = 14).

Lorsqu'on considère une partie d'un espace topologique, et qu'on applique les opérations de complémentation et de passage à l'adhérence à cette partie dans un ordre quelconque, on ne peut obtenir plus de 14 ensembles distincts. C'est le théorème « 14 » de Kuratowski.

### Propriétés liées à l'écriture
- 14 est un nombre de Keith en base dix.
- 14 s'écrit en utilisant un seul chiffre en base 6 : il s'écrit « 22 »[1].

## Dans d'autres domaines
Le nombre 14 est aussi :
- le numéro atomique du silicium, un métalloïde.
- le numéro de la sourate Ibrahim dans le Coran.
- La limite supérieure du pH dans l'eau à température ordinaire, c'est-à-dire qu'un pH de 14 signifie une basicité maximale.
- Le nombre total de divinités olympiennes ou Dii Consentes dans le panthéon gréco-romain en comptant Zeus, Héra, Poséidon, Athéna, Arès, Aphrodite, Hermès, Artémis, Hadès, Déméter, Héphaistos, Hestia, Apollon et Dionysos. Deux de ces divinités, variables, sont traditionnellement omises afin de ramener ce nombre au 12 symbolique.
- Le nombre de jours dans une quinzaine[réf. nécessaire].
- Dans les mesures de poids traditionnelles britanniques, le nombre de livres dans une « pierre » (Stone en anglais)[2].
- Un numéro codé dans beaucoup de musiques de Jean-Sébastien Bach, Bach a considéré ce numéro comme une sorte de signature, il donne A = 1, B = 2, C = 3, ainsi de suite, égale B + A + C + H = 14 et J + S + B + A + C + H = 41 (dans un alphabet où I et J seraient confondus)[3].
- Le nombre de points soulignés par le président Woodrow Wilson pour la reconstruction de l'Europe après la Première Guerre mondiale, voir les quatorze points de Wilson.
- Un nombre malchanceux en Chine et dans des régions d'Asie de l'Est où la tétraphobie est courante, car il est homophone avec un mot chinois qui veut dire « doit mourir »[4].
- Le n° d'une bande de rue mexicaine, les Norteños (ceux du Nord). Il désigne N, la quatorzième lettre de l'alphabet.
- Le nombre d'années de mariage des noces de plomb.
- Le n° du département français du Calvados.
- Une dénomination commune pour les treizièmes étages dans beaucoup d'immeubles pour des raisons superstitieuses dans les pays anglo-saxons.
- Le G-14 est une fédération de quatorze clubs de football.
- Au rugby, l'ailier droit porte le no 14.
- 14 est aussi le numéro fétiche du footballeur néerlandais Johan Cruyff qui ne l'a pas quitté lorsqu'il jouait à l'Ajax Amsterdam et avec les Pays-Bas, chose surprenante pour un attaquant, qui porte traditionnellement le numéro 9 ou 10.
- Le nombre de muqatta'at (en) dans le Coran.
- Le numéro de l'autoroute française A14 qui part de La Défense pour atteindre Orgeval.
- Le nombre de saints auxiliaires.
- Numéro de ralliement de groupuscules néonazis. Il symbolise les « 14 mots » de David Lane, slogan suprémaciste, racialiste ou raciste.
- le titre d'un roman de Jean Echenoz.
- L'ancien numéro à composer pour le télégraphe.
- Un modèle de voiture de la marque Renault.
- Les 14 besoins fondamentaux de Virginia Henderson

## Citation
Quatorze, c'est fou c'que t'es triste

Quand sur un édifice

T'es suivi de dix-huit

Quatorze, c'est fou c'que t'es gai

Quand au calendrier

T'es suivi de Juillet
— chanson de Georges Coulonges et Jean Ferrat, La Fête aux copains, 1962